# Killers (альбом Iron Maiden)
Killers (с англ. — «Убийцы») — второй студийный альбом группы Iron Maiden. Выпущен 2 февраля 1981 года в Великобритании и 6 июня 1981 года в США.

## Об альбоме
Это первый альбом группы с гитаристом Эдрианом Смитом и последний с вокалистом Полом Ди’Анно, который был уволен из-за проблем с алкоголем и кокаином. Это также первый альбом Iron Maiden, продюсировавшийся Мартином Берчем. С ним были записаны и следующие восемь альбомов до Fear of the Dark в 1992 году.
Песни "Wrathchild" и "Iron Maiden" являются единственными треками с альбома, которые исполняется почти на всех концертах группы.
Песня «Murders in the Rue Morgue» написана по мотивам произведения Эдгара По «Убийство на улице Морг».
Уже после выхода альбома были выпущены два сингла из него: «Twilight Zone» и «Purgatory».

## Участники записи
- Пол Ди’Анно (Paul Di’Anno) — вокал
- Стив Харрис (Steve Harris) — бас-гитара, бэк-вокал
- Дэйв Мюррей (Dave Murray) — гитара
- Эдриан Смит (Adrian Smith) — гитара, бэк-вокал
- Клайв Барр (Clive Burr) — ударные

## Список композиций
Слова и музыка всех песен — Стива Харриса, кроме указанных отдельно.
| №                   | Название                    | Автор(ы)                 | Длительность |
| ------------------- | --------------------------- | ------------------------ | ------------ |
| 1.                  | «The Ides of March»         |                          | 1:46         |
| 2.                  | «Wrathchild»                |                          | 2:55         |
| 3.                  | «Murders in the Rue Morgue» |                          | 4:19         |
| 4.                  | «Another Life»              |                          | 3:23         |
| 5.                  | «Genghis Khan»              |                          | 3:10         |
| 6.                  | «Innocent Exile»            |                          | 3:54         |
| 7.                  | «Killers»                   | Пол Ди'Анно, Стив Харрис | 5:01         |
| 8.                  | «Prodigal Son»              |                          | 6:12         |
| 9.                  | «Purgatory»                 |                          | 3:20         |
| 10.                 | «Drifter»                   |                          | 4:50         |
| Общая длительность: | Общая длительность:         | Общая длительность:      | 38:26        |

Слова и музыка всех песен — Стива Харриса, кроме указанных отдельно.
| №  | Название                      | Автор(ы)        | Длительность |
| -- | ----------------------------- | --------------- | ------------ |
| 1. | «Women in Uniform»            | Грег Макаинш    | 3:09         |
| 2. | «Invasion»                    |                 | 2:37         |
| 3. | «Phantom of the Opera (live)» |                 | 7:12         |
| 4. | «Running Free (live)»         | Харрис, Ди'Анно | 3:07         |
| 5. | «Remember Tomorrow (live)»    | Харрис, Ди'Анно | 5:44         |
| 6. | «Wrathchild (live)»           |                 | 2:52         |
| 7. | «Killers (live)»              | Харрис, Ди'Анно | 4:50         |
| 8. | «Innocent Exile (live)»       |                 | 3:46         |

Слова и музыка всех песен — Стива Харриса, кроме указанных отдельно..
| №                   | Название                    | Автор(ы)            | Длительность |
| ------------------- | --------------------------- | ------------------- | ------------ |
| 1.                  | «The Ides of March»         |                     | 1:46         |
| 2.                  | «Wrathchild»                |                     | 2:55         |
| 3.                  | «Murders in the Rue Morgue» |                     | 4:19         |
| 4.                  | «Another Life»              |                     | 3:23         |
| 5.                  | «Genghis Khan»              |                     | 3:10         |
| 6.                  | «Innocent Exile»            |                     | 3:54         |
| 7.                  | «Killers»                   | Пол Ди’Анно, Харрис | 5:01         |
| 8.                  | «Prodigal Son»              |                     | 6:12         |
| 9.                  | «Purgatory»                 |                     | 3:20         |
| 10.                 | «Twilight Zone»             | Дэйв Мюррей, Харрис | 2:33         |
| 11.                 | «Drifter»                   |                     | 4:50         |
| Общая длительность: | Общая длительность:         | Общая длительность: | 41:26        |